# Neck or Nothing Passage
Die Neck or Nothing Passage (englisch für Alles-oder-Nichts-Passage) ist eine Meerenge im Archipel der Südlichen Shetlandinseln. Sie verläuft zwischen Desolation Island im Norden und einer 300 m südlich liegenden und bislang unbenannten Inselgruppe. Der Seeweg verbindet die Blythe Bay im Osten mit dem westlichen Teil der Hero Bay vor der Nordküste der Livingston-Insel.
Die seit mindestens 1930 etablierte Benennung der Passage geht vermutlich auf Walfänger zurück, die sich über diesen Seeweg vor den starken Ostwinden in der Blythe Bay in Sicherheit brachten.